# Leichtathletik-Europameisterschaften 2014/Kugelstoßen der Frauen

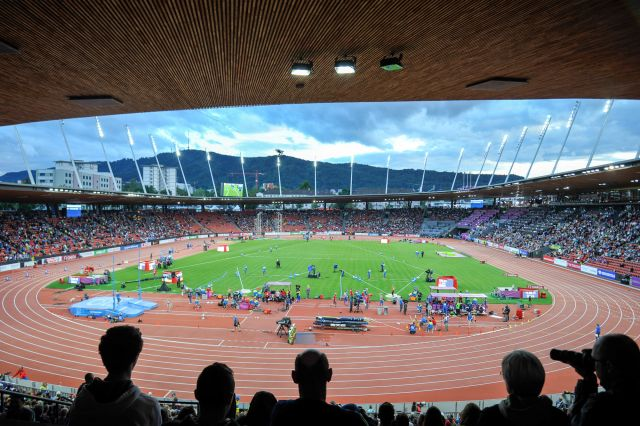
Das Letzigrund-Stadion während der Europameisterschaften 2014

Das Kugelstoßen der Frauen bei den Leichtathletik-Europameisterschaften 2014 wurde am 15. und 17. August 2014 im Letzigrund-Stadion von Zürich ausgetragen.
Europameisterin wurde die deutsche Vizeweltmeisterin von 2013 Christina Schwanitz. Sie gewann vor der Russin Jewgenija Kolodko. Bronze ging an die Ungarin Anita Márton.

## Rekorde

### Bestehende Rekorde
| Weltrekord           | 22,63 m | Natalja Lissowskaja | Moskau, Sowjetunion (heute Russland) | 7. Juni 1987    |
| Europarekord         | 22,63 m | Natalja Lissowskaja | Moskau, Sowjetunion (heute Russland) | 7. Juni 1987    |
| Meisterschaftsrekord | 21,69 m | Wita Pawlysch       | EM in Budapest, Ungarn               | 20. August 1998 |

Der bestehende EM-Rekord wurde bei diesen Europameisterschaften nicht erreicht. Die größte Weite erzielte die deutsche Europameisterin Christina Schwanitz im Finale mit 19,90 m, womit sie 1,79 m unter dem Rekord blieb. Zum Welt- und Europarekord fehlten ihr 2,73 m.

### Rekordverbesserung
Es wurde ein neuer Landesrekord aufgestellt:

19,04 m – Anita Márton (Ungarn),  Finale am 17. August (vierter Versuch)

## Legende
Kurze Übersicht zur Bedeutung der Symbolik – so üblicherweise auch in sonstigen Veröffentlichungen verwendet:
| NR | Nationaler Rekord |
| –  | verzichtet        |
| x  | ungültig          |

## Qualifikation
15. August 2014, 10:04 Uhr
Sechzehn Wettbewerberinnen traten in einer Gruppe zur Qualifikationsrunde an. Fünf von ihnen (hellblau unterlegt) übertrafen die Qualifikationsweite für den direkten Finaleinzug von 17,50 m. Damit war die Mindestzahl von zwölf Finalteilnehmerinnen nicht erreicht. Das Finalfeld wurde mit den sechs nächstplatzierten Sportlerinnen (hellgrün unterlegt) auf zwölf Kugelstoßerinnen aufgefüllt. So reichten für die Finalteilnahme schließlich 16,66 m. Nur vier Teilnehmerinnen schieden aus.
| Platz | Name                 | Nation      | Resultat (m) | 1. Versuch (m) | 2. Versuch (m) | 3. Versuch (m) |
| 1     | Christina Schwanitz  | Deutschland | 19,35        | 19,35          | –              | –              |
| 2     | Jewgenija Kolodko    | Russland    | 18,32        | 18,32          | –              | –              |
| 3     | Aljona Dubizkaja     | Belarus     | 18,07        | 17,39          | x              | 18,07          |
| 4     | Alena Kopets         | Belarus     | 17,63        | 17,63          | –              | –              |
| 5     | Irina Tarassowa      | Russland    | 17,55        | 17,55          | –              | –              |
| 6     | Anita Márton         | Ungarn      | 17,36        | 17,09          | 17,36          | 17,36          |
| 7     | Julija Leanzjuk      | Belarus     | 17,35        | 17,35          | x              | –              |
| 8     | Olha Holodna         | Ukraine     | 17,32        |                | 17,32          |                |
| 9     | Radoslawa Mawrodiewa | Bulgarien   | 17,18        | 17,18          | 16,84          | 17,11          |
| 10    | Lena Urbaniak        | Deutschland | 17,17        | 16,68          | x              | 17,17          |
| 11    | Chiara Rosa          | Italien     | 16,76        | 16,23          | 16,49          | 16,76          |
| 12    | Melissa Boekelman    | Niederlande | 16,66        | 16,39          | 16,37          | 16,66          |
| 13    | Valentina Mužarić    | Kroatien    | 16,27        | 16,27          | x              | x              |
| 14    | Úrsula Ruiz          | Spanien     | 15,79        | 15,79          | 15,50          | 15,75          |
| 15    | Kätlin Piirimäe      | Estland     | 15,66        | 15,46          | x              | 15,66          |
| 16    | Frida Åkerström      | Schweden    | 14,98        | x              | 14,98          | x              |

## Finale
17. August 2014, 15:00 Uhr
| Platz | Name                 | Nation      | Resultat (m) | 1. Versuch (m) | 2. Versuch (m) | 3. Versuch (m) | 4. Versuch (m)                              | 5. Versuch (m)                              | 6. Versuch (m)                              |
| 1     | Christina Schwanitz  | Deutschland | 19,90000     | 18,87          | 19,90          | 19,66          | 19,79                                       | 19,66                                       | x                                           |
| 2     | Jewgenija Kolodko    | Russland    | 19,39000     | 18,39          | 18,46          | 19,09          | 18,92                                       | 18,95                                       | 19,39                                       |
| 3     | Anita Márton         | Ungarn      | 19,04 NR     | 17,57          | 18,43          | 18,11          | 19,04                                       | 18,00                                       | 18,46                                       |
| 4     | Julija Leanzjuk      | Belarus     | 18,68000     | 17,60          | 17,86          | 18,68          | 18,64                                       | 18,13                                       | 18,34                                       |
| 5     | Chiara Rosa          | Italien     | 18,10000     | 17,59          | 18,10          | 17,65          | 17,48                                       | x                                           | –                                           |
| 6     | Irina Tarassowa      | Russland    | 18,05000     | x              | 17,50          | 18,03          | x                                           | x                                           | x                                           |
| 7     | Aljona Dubizkaja     | Belarus     | 17,95000     | x              | x              | 17,71          | x                                           | 17,95                                       | 17,93                                       |
| 8     | Lena Urbaniak        | Deutschland | 17,77000     | 17,56          | 17,77          | x              | 17,37                                       | x                                           | x                                           |
| 9     | Alena Kopets         | Belarus     | 17,65000     | 17,65          | x              | 17,65          | nicht im Finale der besten acht Athletinnen | nicht im Finale der besten acht Athletinnen | nicht im Finale der besten acht Athletinnen |
| 10    | Melissa Boekelman    | Niederlande | 17,23000     | x              | 17,09          | 17,23          | nicht im Finale der besten acht Athletinnen | nicht im Finale der besten acht Athletinnen | nicht im Finale der besten acht Athletinnen |
| 11    | Olha Holodna         | Ukraine     | 17,08000     | x              | 17,08          | x              | nicht im Finale der besten acht Athletinnen | nicht im Finale der besten acht Athletinnen | nicht im Finale der besten acht Athletinnen |
| 12    | Radoslawa Mawrodiewa | Bulgarien   | 16,98000     | 16,75          | 16,98          | x              | nicht im Finale der besten acht Athletinnen | nicht im Finale der besten acht Athletinnen | nicht im Finale der besten acht Athletinnen |

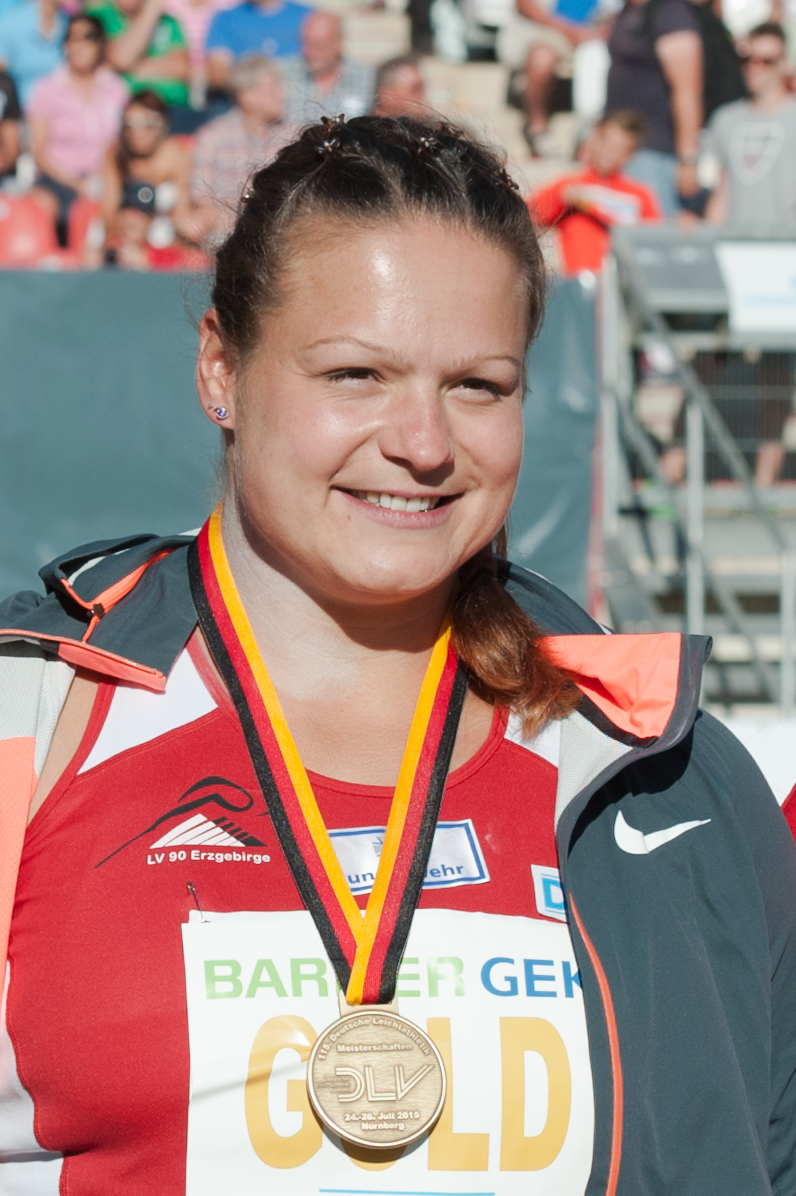
Christina Schwanitz, 2013 Vizeweltmeisterin, errang ihren ersten internationalen Titel
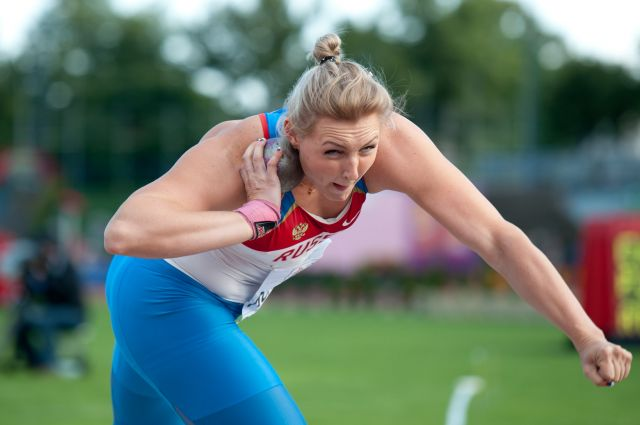
Vizeeuropameisterin Jewgenija Kolodko
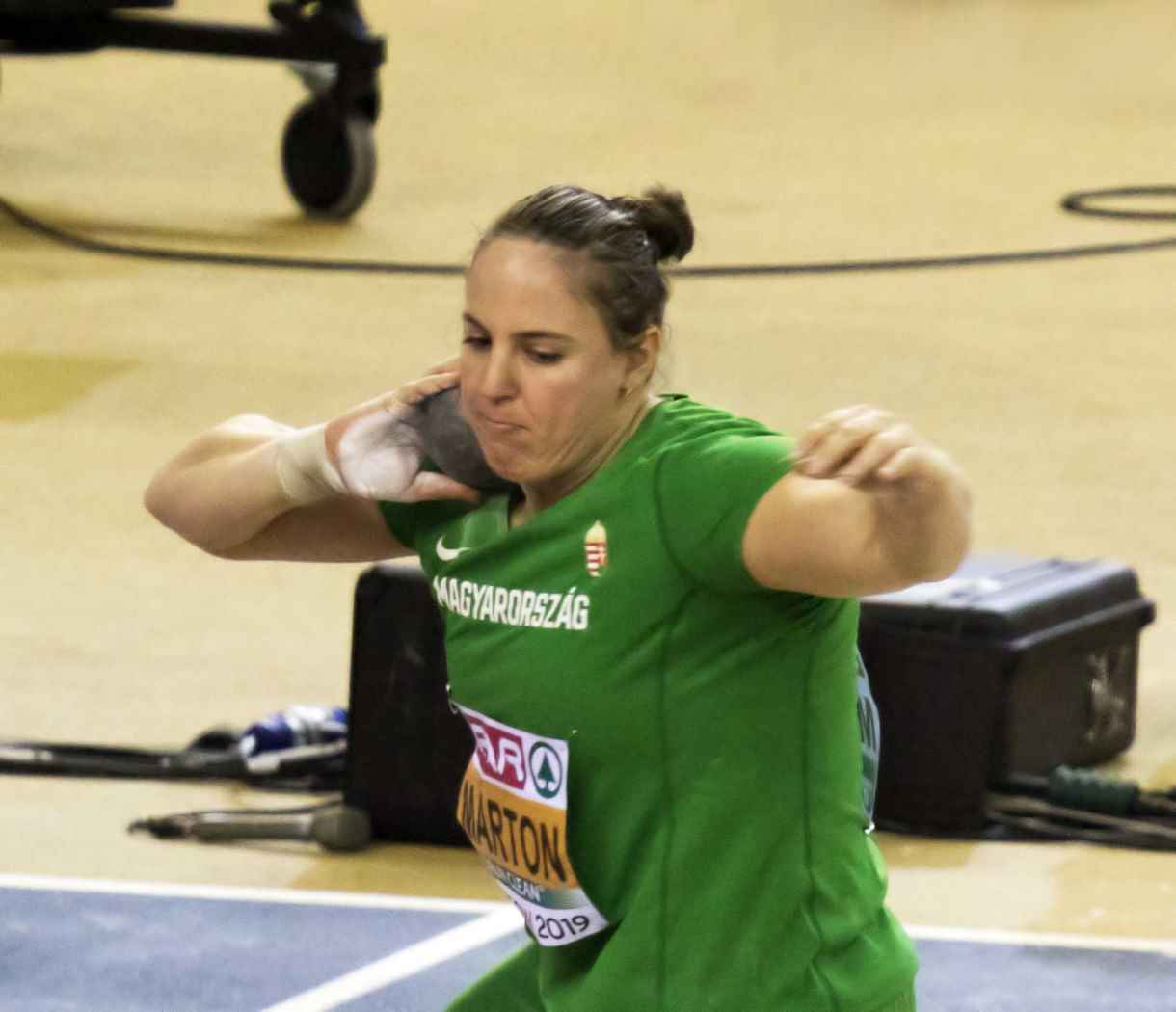
Bronzemedaillengewinnerin Anita Márton

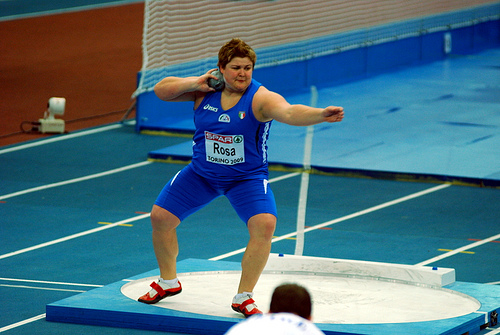
Chiara Rosa wurde Fünfte
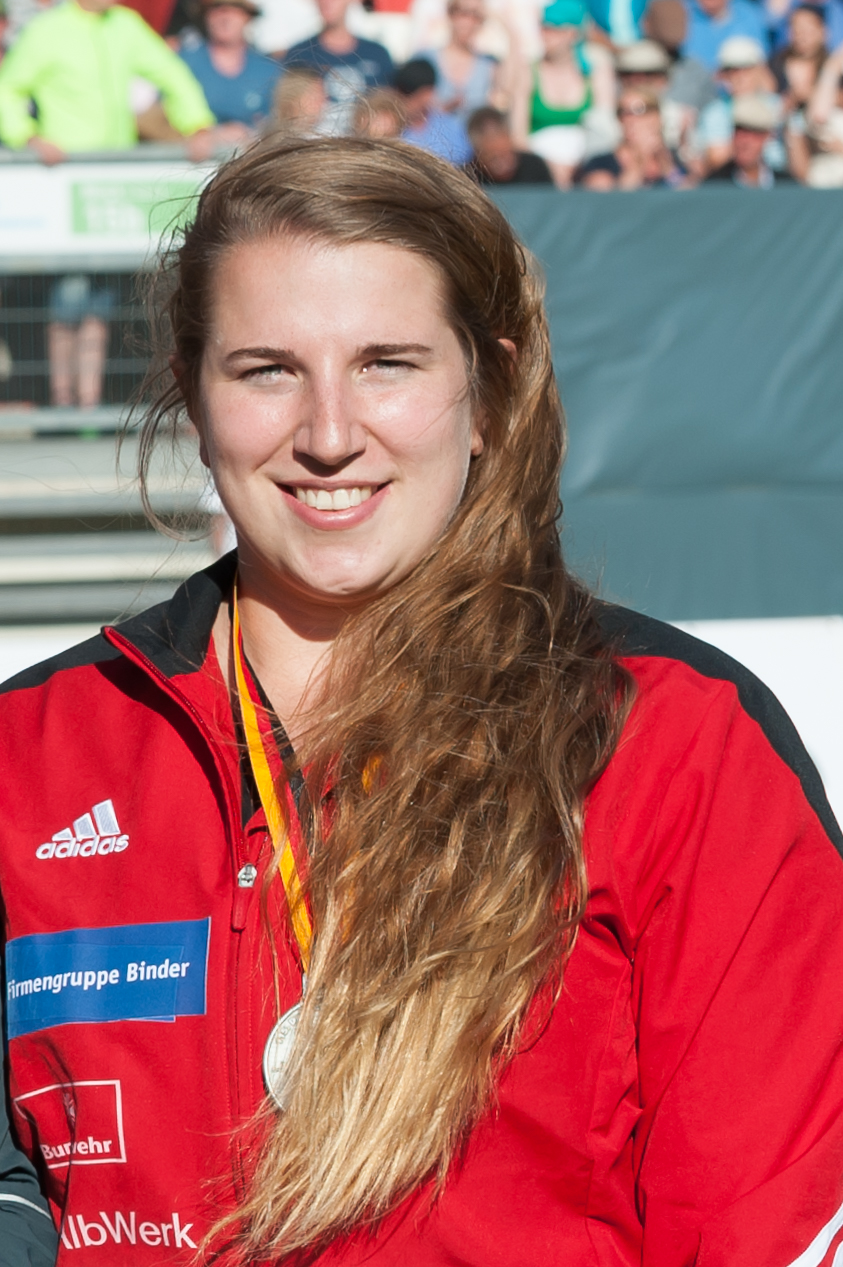
Lena Urbaniak erreichte Platz acht
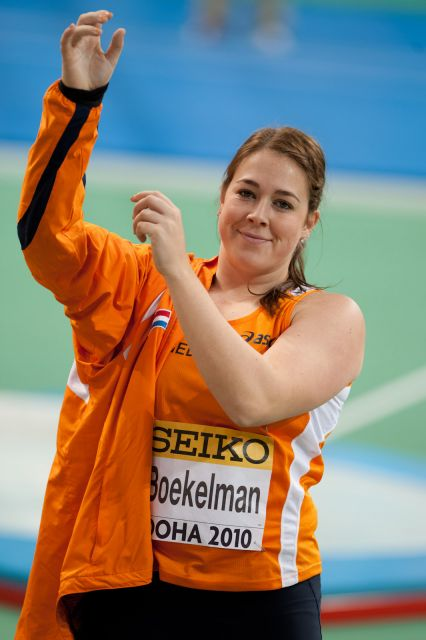
Melissa Boekelman kam auf den zehnten Platz

## Videolink
- Women's Shotput Zurich 2014, youtube.com, abgerufen am 16. März 2023